# DJ 웨건
DJ 웨건(DJ Wegun, 본명: 김명준, 1986년 9월 24일 ~ )은 대한민국의 힙합 DJ이다. 소속사는 AOMG이다. 이전에는 소울컴퍼니에서 라임어택과 같은 Supa Dupa Duo (수파 두파 듀오) 라는 팀에 있었다.

## 음반 활동
- 2006년 5월 25일 - Wheel Of Steel (EP)
- 2009년 11월 20일 - School Of Dummies
- 2010년 10월 11일 - [Digital Single] SupaDupa Duo
- 2012년 10월 26일 - [Digital Single] It's Alright
- 2015년 12월 24일 - [Digital Single] 누워서 떡 먹기 (with 어글리덕)
- 2016년 9월 7일 - [Digital Single] Our Lives
- 2018년 9월 13일 - [Digital Single] Venom (Feat. Nafla)
- 2018년 9월 20일 - 1집 Band Wegun Effect
- 2019년 7월 14일 - [Digital Single] 이 비가 그치면 만나[1]
- 2020년 3월 5일 - [Digital Single] 신경쇠약 (Fresh Avenue)[2]
- 2020년 9월 18일 - [Digital Single] Rhymesmith (Fresh Avenue)[2]
- 2020년 10월 30일 - EP Everybody Sucks[3]
- 2021년 1월 26일 - [Digital Single] Imagine[4]

## 출연 작품
- Mnet 《Show Me The Money 3》 DJ
- Mnet 《Show Me The Money 10》

## 작품 목록
- 박재범 - WORLD WIDE, [Digital Single] Raw Sh!t
- 제리케이 - [Digital Single] Higher
- 화나 - FANACONDA
- 프레쉬애비뉴 - [Digital Single] Soul Mood Fakers, [Digital Single] Rockin` Steady